# Bharat Dynamics
Bharat Dynamics Limited (BDL) (Hindi: भारत डायनामिक्स लिमिटेड; IAST: Bhārat ḍāyanāmiks limiṭeḍ) è un'azienda indiana produttrice di munizioni e sistemi missilistici. Fu fondata nel 1970 a Hyderabad, Telangana.
Ha tre unità produttive: una a Kanchanbagh (Hyderabad), una a Bhanur e a Visakhapatnam. Sono state pianificate due nuove unità a Ibrahimpatnam, Telangana e Amravati, Maharashtra.